# Rösler Oberflächentechnik

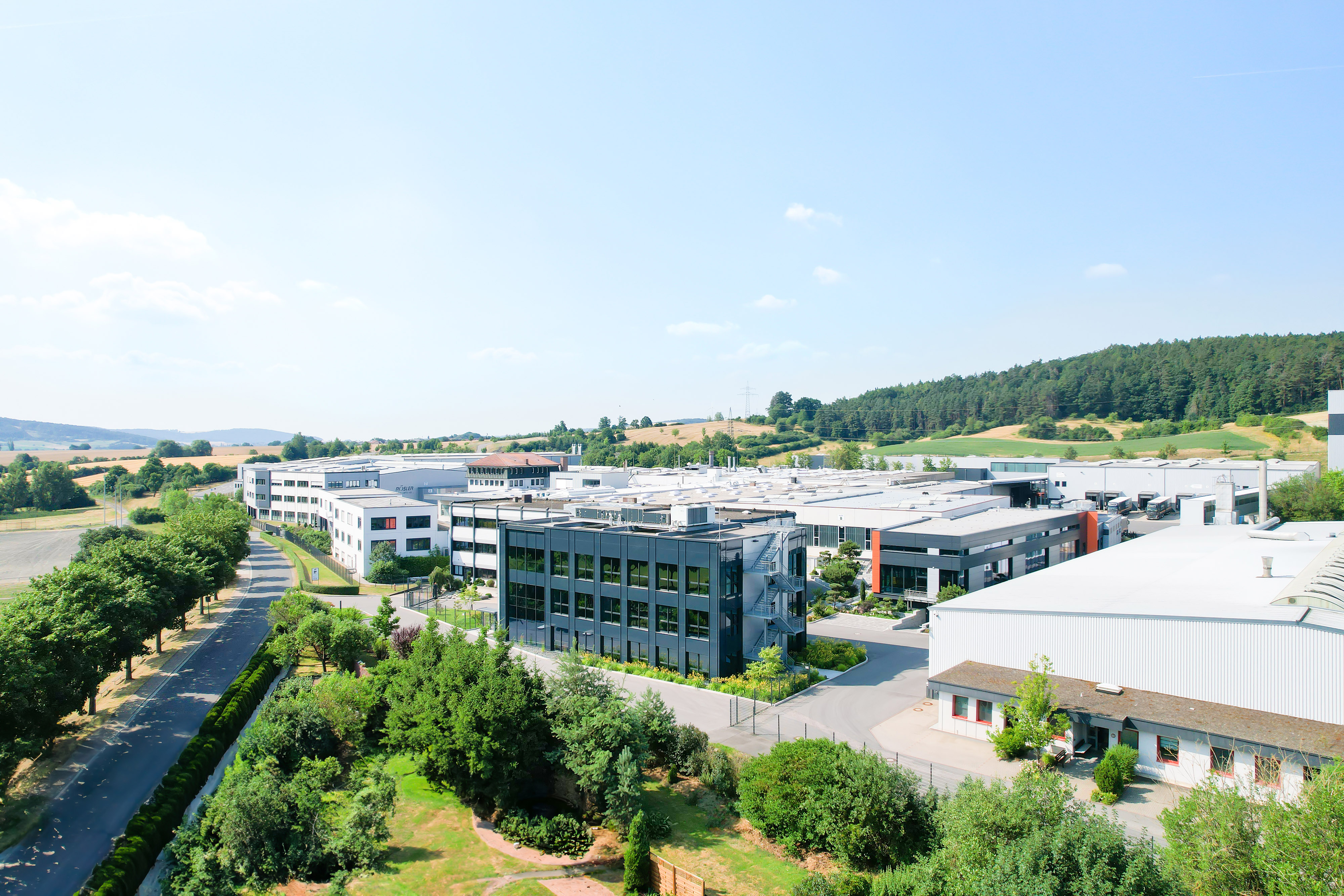
Der Rösler-Hauptsitz am Standort Untermerzbach.

Die Rösler Oberflächentechnik GmbH ist ein inhabergeführtes Familienunternehmen mit Hauptsitz im fränkischen Untermerzbach, welches weltweit im Bereich der Oberflächentechnik aktiv ist. Das Unternehmen entwickelt und vertreibt Gleitschliffanlagen und Strahlanlagen sowie Industriewaschanlagen und Verfahrensmittel. Seit 2018 existiert mit AM Solutions eine eigenständige Rösler-Marke, welche alle Aktivitäten des Unternehmens im Bereich 3D-Druck, insbesondere die Nachbehandlung (Post Processing) von 3D-gedruckten Bauteilen bündelt.
Die Rösler Gruppe hat weltweit 15 Standorte und 150 Handelsvertretungen und beschäftigt derzeit fast 1.600 Mitarbeiter. Im Geschäftsjahr 2024/25 erzielte diese einen weltweiten unkonsolidierten Jahresumsatz von 294 Millionen Euro.
Seit 2024 ist Rösler Teil der Mittelstandsinitiative German Standards und Träger des Siegels „Best of German Industry“.

## Geschichte
Die Firma Rösler wurde 1933 in Dessendorf (heute Desnà) im Sudetenland als Porzellanunternehmen gegründet und nach dem Krieg 1948 in der Räumen einer stillgelegten Porzellanfabrik im oberfränkischen Schauberg, einem Gemeindeteil von Tettau, wiederaufgebaut. Aus dem bei der Porzellanproduktion anfallenden Bruch entstanden die ersten Schleifkörper. 1958 erwarb das Unternehmen die Grundstücke und Gebäude der Porzellanfabrik Alboth & Kaiser im oberfränkischen Hausen, einem Gemeindeteil von Bad Staffelstein. Roland Rösler legte dort den Schwerpunkt in den kommenden Jahren immer mehr auf die Gleitschlifftechnik und baute den Produktionszweig Schleifkörper auf. Ab 1974 begann das Unternehmen mit der Entwicklung von Compounds und Gleitschliffanlagen. 1980 expandierte Rösler und begann mit dem Aufbau eines weiteren Standortes im unterfränkischen Memmelsdorf, einem Gemeindeteil von Untermerzbach, der seither sowohl als Produktions- als auch Verwaltungsstätte dient und ab 1998 eine enorme Ausweitung erfuhr. In diesem Jahr stieg Rösler in die Strahltechnik ein und siedelte den neuen Geschäftsbereich am Standort Untermerzbach an.
In den kommenden Jahrzehnten entwickelte sich die Rösler Oberflächentechnik GmbH immer mehr zum international agierenden Konzern, der mittlerweile zu den 1000 größten Familienunternehmen Deutschlands zählt.
An den deutschen Werken in Bad Staffelstein und Untermerzbach fand besonders ab den 2010er-Jahren eine rege Bautätigkeit statt, am Standort Untermerzbach flossen rund 30 Millionen Euro in verschiedene Projekte wie den Bau eines Hochregallagers, das neue Betriebsrestaurant und den Neubau der Rösler Academy.

## Produkte
Der Bereich Gleitschlifftechnik, auch Trowalisieren genannt, ist der älteste Unternehmenszweig bei Rösler. Gleitschliffanlagen kommen in den vielfältigsten Branchen zum Einsatz. Das Angebotsspektrum bei Rösler reicht von Standardanlagen wie Rundvibratoren, in denen unempfindliche Masseteile kostengünstig und schnell bearbeitet werden können, bis hin zu hoch komplexen Anlagen für die Einzelteilbearbeitung filigraner Werkstücke, etwa aus dem Bereich Medizintechnik oder Luftfahrttechnik. Gleitschliffanlagen können vollständig automatisiert und mit einer oder mehreren Anlagen, etwa zum Trocknen der Werkstücke, verkettet betrieben werden.
Der Unternehmenszweig Strahltechnik beliefert vorrangig die metallverarbeitende Industrie mit Anlagen, in denen die Werkstücke (einzeln oder als Schüttgut) im Durchlaufverfahren oder chargenweise per Turbinenstrahlverfahren oder Druckstrahlverfahren bearbeitet werden. Auch in hochsensiblen Bereichen wie der Luft- und Raumfahrt kommen Strahlanlagen von Rösler zum Einsatz, unter anderem zum Verfestigungsstrahlen bzw. Shot Peening, einem Bearbeitungsverfahren, bei dem die Druckeigenspannung von Werkstücken durch gezieltes Bestrahlen erhöht und die Teile so widerstandsfähiger gegen mechanische Belastungen gemacht werden. Neben Turbinen (Schleuderrad)- und Druckluft-Strahlanlagen bietet das Unternehmen auch Nassstrahlanlagen an sowie spezielle Anlagen für das Entgraten von Kunststoff.

## AM Solutions
Schon frühzeitig erkannte man bei Rösler die zunehmende Bedeutung der additiven Fertigung und die spezifischen Anforderungen, die diese neuartige Herstellungsweise an die Oberflächenbearbeitung stellt. 2018 wurde die Marke AM Solutions ins Leben gerufen, die Nachbearbeitungslösungen für additiv gefertigte Werkstücke aus Kunststoff und Metall anbietet. Mit den drei Produktlinien M (Gleitschleifen), S (Strahlen) und C (chemisch glätten) deckt AM Solutions das komplette Spektrum der Oberflächenbearbeitung in diesem Bereich ab und bietet Lösungen für voll automatisierte und serienmäßige Nachbearbeitungsprozesse von 3D-gedruckten Bauteilen. Mit der S2 zur vollautomatisierten Nachbearbeitung von Kunststoffteilen aus pulverbettbasierten Druckverfahren war AM Solutions 2023 für den TCT Post-Processing Award nominiert.

## Entwicklung und Produktion von Verfahrensmitteln
Die Firma Rösler verfügt über das weltweit größte Portfolio an Verfahrensmitteln aus Compounds und Schleifkörpern für die Gleitschlifftechnik, das rund 15.000 Produkte umfasst. Darunter befinden sich viele einzigartige kundenspezifische Sonderlösungen wie der weltweit kleinste formgebundene Schleifkörper. Entwickelt und produziert werden die Verfahrensmittel an den deutschen Standorten Untermerzbach und Bad Staffelstein sowie in den USA.

## Standorte
Die Rösler Oberflächentechnik GmbH unterhält Produktions- und Servicestandorte in Deutschland, Frankreich, Italien, den USA, den Niederlanden, Großbritannien, Österreich, der Schweiz, Belgien, Spanien, Rumänien, der Volksrepublik China, Russland und Brasilien.

## Patente
Die Rösler-Gruppe hält zahlreiche Patente im Bereich Oberflächenbearbeitung und Maschinenbau. Beispiele sind ein optimierter Rundtrockner mit bis zu 70 Prozent weniger Energieverbrauch im Vergleich zu am Markt üblichen Modellen und entsprechend niedrigerem CO2-Verbrauch, das GEO-Verfahren bzw. die gleichnamige Vorrichtung zur Behandlung von mittels pulverbasiertem 3D-Druck hergestellten Werkstücken oder die automatische Ringspalteneinstellung für Fliehkraftanlagen.